# Eduard Fischer
Eduard Fischer (Berna, 16 giugno 1861 – Berna, 18 novembre 1939) è stato un botanico e micologo svizzero.

## Biografia
Fischer era figlio del botanico Ludwig Fischer, un professore e direttore dell'Orto botanico di Berna., studiò all'Università di Berna e si laureò nel 1883 a Strasburgo con il micologo Anton de Bary, con il quale studiò i gasteromiceti. Durante ulteriori studi a Berlino tra il 1884 e il 1885, egli lavorò insieme a Simon Schwendener (1829–1919), August Wilhelm Eichler (1839–1887) e Paul Friedrich August Ascherson (1834–1913). Nel 1885 fu nominato come docente presso l'Università di Berna, nel 1893, fu promosso a professore associato. Dal 1897 al 1933 fu professore di botanica e biologia generale presso l'Università, e succedette al padre come direttore dell'Orto Botanico e dell'Istituto di botanica di Berna.
Nel 1899, Fischer sposò Johanna Gruner. Egli fu padre del pianista Kurt von Fischer.
Fischer pubblicò importanti monografie relative ad ascomiceti e basidiomiceti, incluse le ruggini e incoraggiò il fitopatologo Arthur Jaczewski allo studio della micologia, nonché i suoi studenti universitari, incluso il medico lituano-americano Lydia Rabinowitsch-Kempner, e il micologo Ernst Albert Gäumann.
Fischer diventò membro della Linnean Society of London nel 1932.
Il 5 maggio 1937 divenne socio dell'Accademia delle scienze di Torino.

## Onorificenze
- 1931: Dottorato onorario dell'Università di Ginevra
- 1939: Dottorato onorario della facoltà di medicina dell'Università di Basilea

## Taxa descritti daE. Fischer

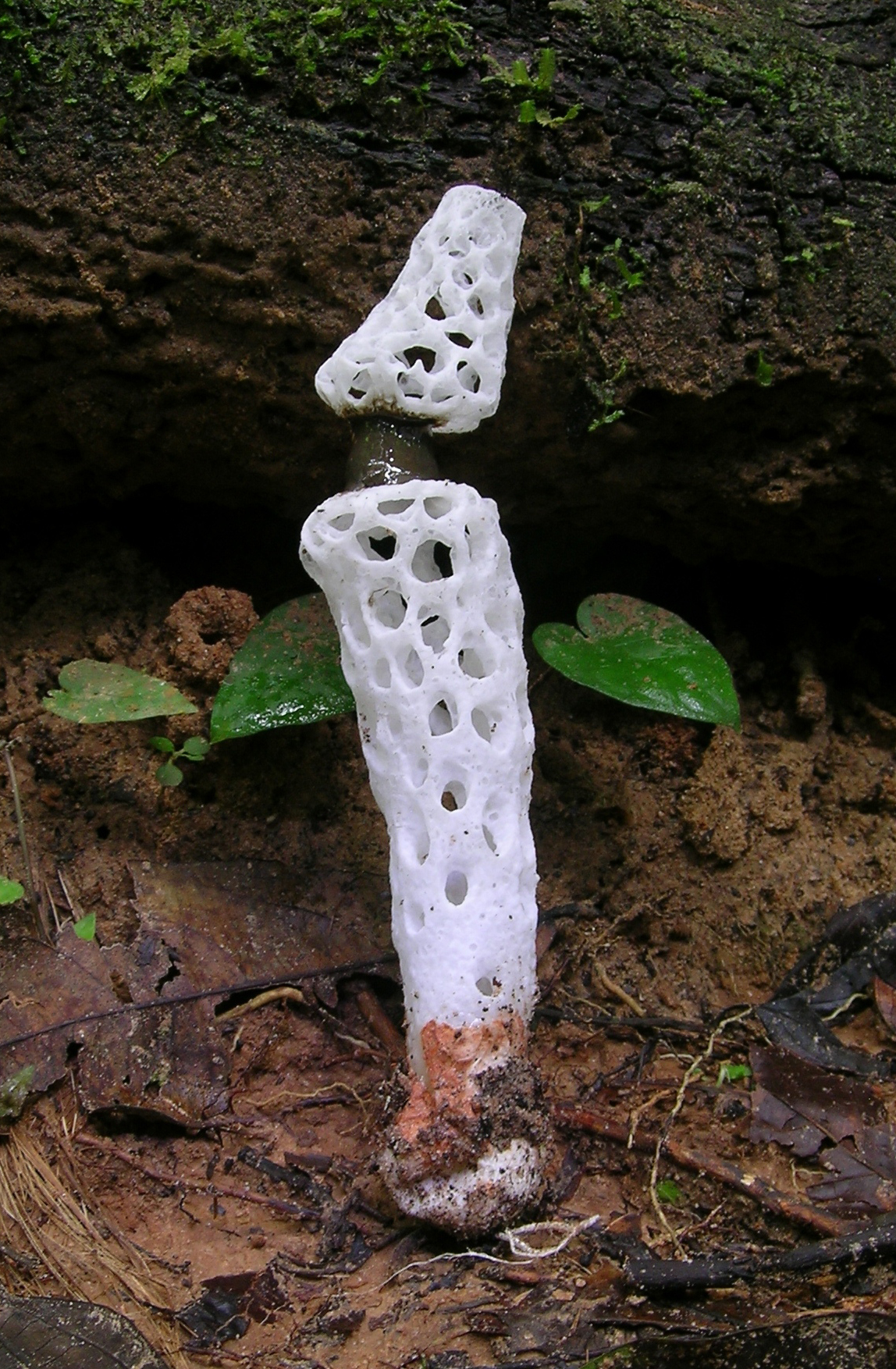
Staheliomyces cinctus descritto da Fischer nel 1921.

Si riportano di seguito i taxa di funghi descritti da E. Fischer, divisi per specie, generi, famiglie e ordini

### Specie
- Aseroe arachnoidea E.Fisch. (1890)
- Onygena arietina E.Fisch. (1897)
- Pisolithus kisslingii E.Fisch. (1906)
- Pisolithus marmoratus (Berk.) E.Fisch. (1900)
- Puccinia actaeae-agropyri E.Fisch. (1901)
- Puccinia mayorii E.Fisch. 1904
- Staheliomyces cinctus E.Fisch. (1921)
- Tuber malacodermum E.Fisch. (1923)

### Generi
- Mattirolomyces E.Fisch. (1938)
- Petchiomyces E.Fisch. & Mattir. (1938)
- Pseudohydnotrya E.Fisch. (1897)
- Tremellogaster E.Fisch. (1924)

### Famiglie
- Calostomataceae E.Fisch. (1900)
- Melanogastraceae E.Fisch. (1933)
- Terfeziaceae E.Fisch. 1897
- Trichocomaceae E.Fisch. (1897)

### Ordini
- Peronosporales E.Fisch. (1892)
- Phallales E.Fisch. (1898)
- Saprolegniales E.Fisch. (1892)

## Taxa dedicati aE. Fischer
- Il genere di funghi Fischerula[8]

## Opere
- Berlese, A.N.; De-Toni, J.B.; Fischer, E. (1888). Sylloge Fungorum 7 (1): 1–498.
- Berlese, A.N.; De-Toni, J.B.; Fischer, E. (1888). Sylloge Fungorum 7 (2): 499.
- Fischer, E. (1886). "Zur Entwickelungsgeschichte der Fruchtkörper einiger Phalloideen. Annales du Jardin Botanique de Buitenzorg 6: 1–51.
- Fischer, E. (1888). "Zur Kenntniss der Pilzgattung Cyttaria". Botanische Zeitung 46: 813–831.
- Fischer, E. (1888). "Zur Kenntniss der Pilzgattung Cyttaria". Botanische Zeitung 48: 842–846.
- Fischer, E. (1897). "Beiträge zur Kenntnis der Schweizerischen Rostpilze". Bulletin de l'Herbier Boissier 5: 393–394.
- Fischer, E. (1909). "Studien zur Biologie von Gymnosporangium juniperinum". Zeitschrift für Botanik 1: 683–714.
- Fischer, E. (1920, publ. 1921). "Zur Kenntnis von Graphiola und Farysia". Annales Mycologici 18: 188–197.
- Eduard Fischer (1922) "Weitere Beiträge zur Kenntnis der Gattung Graphiola" (More contributions towards understanding of the genus Graphiola) in Annales Mycologici (Annals of Mycology) 20:3 pp. 228 – 237
- Fischer, E.; Albert Gäumann E.A. (1929) Biologie der pflanzenbewohnenden parasitischen pilzeilze. (ed.Jena, G. Fischer)
- Fischer, E. (1933)   Die natürlichen Pflanzenfamilien: Unterklasse Eubasidii. Reihe Gastromyceteae (ed. Engler and Prantl)